# Buoys
Buoys è il sesto album in studio del musicista statunitense Panda Bear, pubblicato l'8 febbraio 2019. È stato preceduto dal singolo principale Dolphin, pubblicato insieme al suo video musicale, e caratterizzato da collaborazioni con Chilean DJ Lizz e il cantante portoghese Dino D'Santiago.

## Produzione
L'album è stato coprodotto da Panda Bear (Noah Lennox) con Rusty Santos a Lisbona, in Portogallo, dove ora vive Lennox. L'ultimo disco su cui i due hanno lavorato è stato l'album di Lennox del 2007, Person Pitch. Lennox ha anche affermato che voleva creare musica che "suonasse familiare alle orecchie dei giovani", così ha lavorato con Santos per utilizzare le tecniche di produzione della musica attuale. Rolling Stone ha dichiarato che il suono del disco è diverso dal materiale precedente di Lennox ed è evidente in Dolphin, che contiene una "chitarra singola, una linea di basso debole e alcuni campioni strutturati" attorno alla voce di Lennox. Lo stesso Lennox definì l'album "l'inizio di qualcosa di nuovo".

## Tracce
1. Dolphin – 3:41
2. Cranked – 3:19
3. Token – 3:37
4. I Know I Don't Know – 2:51
5. Master – 4:04
6. Buoys – 2:34
7. Inner Monologue – 4:37
8. Crescendo – 3:10
9. Home Free – 3:07